# Giuseppe Morsoletto
Giuseppe Morsoletto (Vicenza, ... – ...; fl. XX secolo) è stato un calciatore italiano, di ruolo difensore.

## Carriera
Ha giocato con il Vicenza per 3 stagioni consecutive, tutte in massima serie.